# Jiří Bílek
Pour les articles homonymes, voir Bílek.
Jiří Bílek est un footballeur tchèque, né le 4 novembre 1983 à Prague en Tchécoslovaquie. Il évolue actuellement en Pologne au Slavia Prague comme milieu défensif.

## Palmarès
- FC Slovan Liberec
  - Vainqueur du Championnat de Tchéquie en 2006.
  - Vainqueur de la Coupe de Tchéquie en 2008.
- FC Kaiserslautern
  - Vainqueur de la Bundesliga 2 en 2010.
- Slavia Prague
  - Vainqueur du Championnat de Tchéquie en 2017.